# Нікуджяґа
Нікуджяґа (яп. 肉じゃが, де ніку значить «м'ясо», а джяґа є скороченням від джяґаймо — «картопля») — японська страва з м'яса, картоплі та цибулі тушкована і підсолоджена соєвим соусом, саке та міріном, іноді з іто конняку та овочами. Зазвичай картопля становить більшу частину страви, м'ясо додається в маленькій кількості, в основному як ароматизатор. Страва готується поки кількість рідини не зменшиться за рахунок випаровування. Зазвичай як м'ясо вживається тонко нарізана яловичина. Свинина часто використовується замість яловичини в східній Японії.
Нікуджяґа — це поширена домашня зимова страва, яка подається з мискою білого рису та місо супу, є однією з тушкованих страв, які називаються німоно.

## Історія
Нікуджяґа винайдена кухарями Імператорського флоту Японії наприкінці 19-го століття. Історія стверджує, що Тогей Хейхатіро наказав морським кухарям створити японську версію рагу з яловичини, подібного до рагу, що подавалося у Королівському флоті Великої Британії. Страву створили в місті Майдзуру, Кіото, де розміщувалася база імперського флоту Японії.
Нікуджяґа є пррикладом страв йошоку.